# Syagrus picrophylla
Syagrus picrophylla är en enhjärtbladig växtart som beskrevs av João Barbosa Rodrigues. Syagrus picrophylla ingår i släktet Syagrus och familjen Arecaceae. IUCN kategoriserar arten globalt som livskraftig. Inga underarter finns listade i Catalogue of Life.